# Кокаев, Руслан Таймуразович
Русла́н Таймура́зович Кока́ев (осет. Кокайты Таймуразы фырт Руслан; род. 12 сентября 1980, Орджоникидзе) — российский и армянский борец, чемпион Европы по вольной борьбе. Мастер спорта России международного класса.

## Биография
Родился 12 сентября 1980 года в городе Владикавказ (Северо-Осетинская АССР) в осетинской семье. С детства занимался вольной борьбой, тренировался у М. А. Гизикова. В 2001 году стал серебряным призёром чемпионата России. В 2003 году стал вторым на чемпионате России в Черкесске. В 2004 году был серебряным призёром чемпионата России и стал чемпионом Европы. В 2006 году завоевал серебряную медаль на чемпионате Европы. Выступал за ЦСКА и СК «Аланы». В 2006—2008 годах выступал за сборную Армении по вольной борьбе. Выступал в весовой категории до 74 кг. В 2008 году завершил спортивную карьеру.
Выпускник Северо-Осетинского государственного университета имени К. Л. Хетагурова.

## Спортивные достижения
- Победитель международного турнира серии Гран-при «Иван Ярыгин» (2004);
- Победитель международного турнира имени братьев Белоглазовых (2003)[2].
- Чемпионат России по вольной борьбе 2001 года — ;
- Чемпионат России по вольной борьбе 2003 года — ;
- Чемпионат России по вольной борьбе 2004 года — ;